# Cor pulmonar
La malaltia cor pulmonar, també coneguda com a Cor pulmonale (del llatí), és l'allargament i disfunció del ventricle dret del cor com a resposta a una resistència vascular augmentada o pressió sanguínia alta en els pulmons (hipertensió pulmonar).
La malaltia de cor pulmonar crònica normalment provoca una hipertròfia ventricular dreta (RVH), mentre que malaltia de cor pulmonar aguda normalment comporta un vasodilatació. La hipertròfia és una resposta adaptativa a un augment de pressió de llarga durada. Les cèl·lules musculars individuals es fan més grans (en grossor) i canvien per suportar la força contràctil augmentada requerida per moure la sang contra una resistència continuada. La dilatació és un estirament (en longitud) del ventricle com a resposta a una pressió augmentada aguda, com la causada per una embòlia pulmonar o SDRA (síndrome del destret respiratori de l'adult).
Per ser classificat com a malaltia pulmonar, la causa s'ha d'originar en el sistema de circulació pulmonar. Les dues causes importants són canvis vasculars arran de danys del teixit (p. ex. malaltia, hipòxia, agents químics, etc.), i d'una vasoconstricció pulmonar hipòxica crònica. Si no es tracta, llavors pot portar a la mort. La hipertròfia ventricular dreta causada per un defecte sistèmic no està classificada com a malaltia cardíaca pulmonar.
El cor i els pulmons estan intrincadament relacionats. Quan el cor està afectat per una malaltia, els pulmons els seguiran i viceversa. La malaltia de cor pulmonar és per definició una condició en què els pulmons causen la disfunció del cor.
El cor té dues cambres de bombament. El ventricle esquerre bomba la sang per tot el cos, mentre que el ventricle dret bomba la sang als pulmons on és oxigenada i retornada al costat esquerre del cor per a la seva distribució. En circumstàncies normals, la sang bombejada per la part dreta als pulmons no troba cap resistència. Els pulmons normalment tenen una pressió mínima, i el cor dret fàcilment bomba sang a través d'ells. Tanmateix amb malalties de pulmó present crònicament, com l'emfisema i la bronquitis crònica, cadascuna de les quals es troba a la patologia de la malaltia pulmonar obstruccionista crònica (MPOC), i també la hipertensió pulmonar, els vasos sanguinis dels pulmons es redueixen en nombre significativament (a causa de la destrucció del teixit del pulmó) i/o crònicament obstruïda (a causa de ventilació alveolar pobre en el cas de MPOC). El ventricle dret ja no és capaç d'empènyer sang als pulmons eficaçment, i la sobrecàrrega crònica, amb el temps provoca la fallida cardíaca.